# Wereldzendingsconferentie (1910)

Wereldzendingsconferentie 1910

De Wereldzendingsconferentie  die in juni 1910 in Edinburgh werd gehouden was zowel een markeringspunt voor de zendingsbeweging uit de negentiende eeuw als een belangrijk startpunt voor de christelijke oecumenische beweging.
Van over de hele wereld kwamen er twaalfhonderd vertegenwoordigers van protestantse kerken en zendingsorganisaties bij elkaar. John R. Mott, een Amerikaanse methodist, was voorzitter van de conferentie. Er werd teruggekeken op de resultaten die sinds 1810 waren geboekt op het gebied van evangelisatie, Bijbelvertaling, kerksteun aan zending, en het trainen van inheemse leiders. Ook werd er vooruit gekeken welke zendingsstrategieën voor wereldevangelisatie geschikt waren, en op welke manier zou kunnen worden samengewerkt.
Als gevolg van de conferentie ontstonden er verschillende oecumenische projecten en organisaties, waaronder de Wereldraad van Kerken in 1948.